# Hillel Yaffe
Pour les articles homonymes, voir Yaffe.
Hillel Yaffe (en hébreu : הלל יפה), né en 1864 et mort en 1936, est un médecin juif d'origine russe et un dirigeant sioniste ayant immigré en Palestine mandataire pendant la première Aliyah. Il joue un rôle déterminant dans la guérison du paludisme parmi la population juive de Palestine mandataire au début du XXe siècle et contribue à améliorer l'infrastructure médicale du Yishouv au cours de la même période. Le centre médical Hillel Yaffé à Hadera porte son nom.

## Biographie
Hillel Yaffe est né en 1864 dans un village d'Ukraine. Son père est un commerçant et un homme aisé, qui fournit à son fils une éducation juive traditionnelle. Après ses études secondaires, il se rend à Genève, pour ses études de médecine. Il se spécialise en ophtalmologie à Paris. Il rêve de devenir médecin en Terre d'Israël. En 1891, il se rend en Turquie , siège de l'Empire ottoman, où il reçoit sa licence pour pratiquer la médecine. De là, il part pour Jaffa.
Yaffe épouse Rivka Glickstein en 1898, la sœur d'Esther Glickstein, qui épouse plus tard Haim Margaliot-Kalvarisky. Avant leur rencontre, Rivka avait étudié avec la sœur de Yaffé en France. Le couple a trois enfants : Yirmeyahu, Sarah et Ya'akov. Yirmeyahu, capitaine dans la Brigade juive qui, après la Première Guerre mondiale, obtient un doctorat en chimie. Sarah étudie l'agriculture en Angleterre et épouse Joseph Bentwich, prix d'Israël pour l'éducation en 1962. Ya'akov devient médecin, spécialiste des maladies tropicales, à Jérusalem à partir de 2007. Son neveu, Yigael Gluckstein (Tony Cliff), est un théoricien marxiste et militant trotskyste.

### Carrière médicale
Yaffe s'installe à Tibériade, comme médecin pendant deux ans (1891–1893) puis va à Zikhron Ya'akov. 
Il traite les habitants de Hadera, victimes de la malaria. 
Il réalise qu'un vaste programme est nécessaire pour éliminer le fléau du paludisme de la colonie juive, le traitement individuel étant inefficace.

### Engagement sioniste
En 1895, Yaffe devient le représentant des Amants de Sion en Israël. Un nouveau chapitre dans sa vie s'ouvre.
Pour éradiquer le paludisme il combine le traitement pratique des patients avec la recherche, l'activisme communautaire et la politique. 
Il déménage à Jaffa, ville centrale, et réussit à collecter des fonds pour drainer le marais infesté près de Hadera. 
Il collecte en Europe des fonds à diverses fins, telles que sauver la première école hébraïque, au bord de l'effondrement financier.
Yaffe devient une autorité sur la prévention et le traitement du paludisme. Il publie de nombreux articles et donne des conférences à Paris lors d'une conférence internationale sur le paludisme en 1900. 
En 1902, une épidémie de choléra se propage. Chargé par le gouvernement turc de lutter contre l'épidémie, il impose une interdiction aux gens de quitter leurs communautés ainsi que d'entrer ou de sortir de la maison d'une personne malade, afin d'empêcher la maladie de se propager. L'épidémie est stoppée.

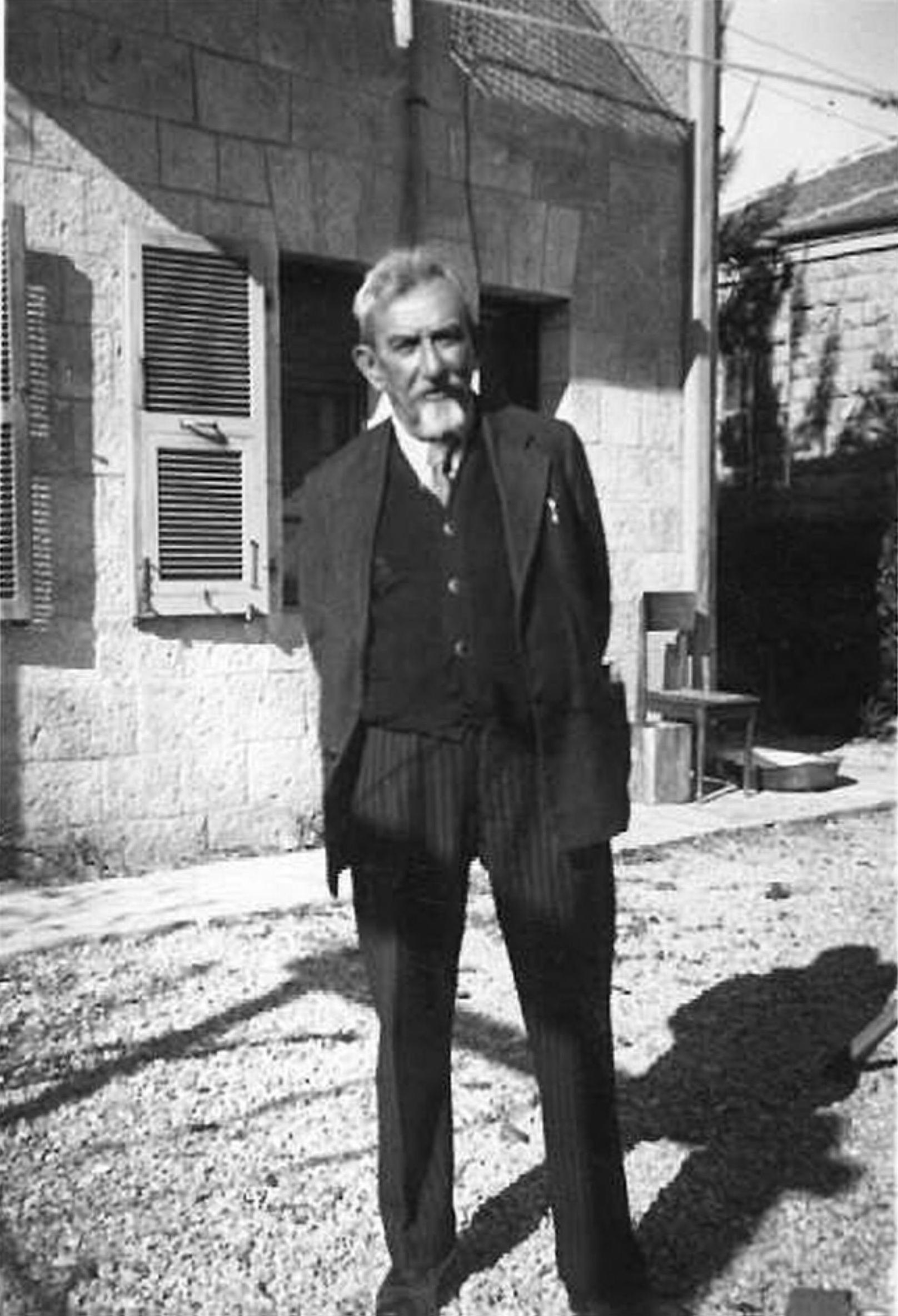
Hillel Yaffé, vers 1932

En 1903, Yaffe participe à une délégation du mouvement sioniste pour enquêter sur la région d'El-Arish, un emplacement potentiel pour un État juif suggéré par Theodor Herzl au Congrès sioniste. 
La même année, des représentants de Zikhron Ya'akov créent l'Union générale et l'Union des enseignants du Yishouv. Yaffe, à leur tête, travaille pour établir les ressources des communautés afin qu'elles soient indépendantes financièrement. 
Il milite pour convaincre les éducateurs d'utiliser la langue hébraïque.
En 1905, Yaffe abandonne Hovevei Zion et commence à travailler à l'hôpital de Jaffa. 
Il souffre d'une pneumonie et voyage en Europe pour se soigner. 
En 1907, il dirige l'hôpital de Zikhron Ya'akov. Il forme des équipes de médecins qui pourraient aider les colons, et ces équipes se répandent dans le pays et améliorent le niveau de prévention et de traitement de la population.
En 1919, il quitte Zikhron Ya'akov pour Haïfa, où il pratique la médecine et publie des articles sur la médecine. Il est invité à des conférences médicales internationales. 
Yaffe continue à travailler jusqu'à sa mort en 1936. Il est enterré, selon ses souhaits, à Zikhron Ya'akov.

## Lutte contre le paludisme
Les efforts de Yaffe pour éradiquer le paludisme se concentrent sur l'assèchement des marais. Une méthode consiste à utiliser des eucalyptus, qui absorbent beaucoup d'eau du sol. Les habitants de Hadera et les travailleurs étrangers d'Afrique (arrivés après que Yaffe ait demandé l'aide du baron Rothschild) assèchent des marais à l'aide d'un vaste réseau de canaux, reliant les marais au ruisseau Hadera.
Yaffe part pour l'Europe et apprend que les moustiques du genre Anopheles, qui prévalent dans les marécages, sont porteurs de la maladie du paludisme. Il implore alors les agriculteurs d'accrocher des auvents autour des lits, des filets autour des fenêtres et de nettoyer chaque mare d'eau stagnante.